# Jacques Anquetil

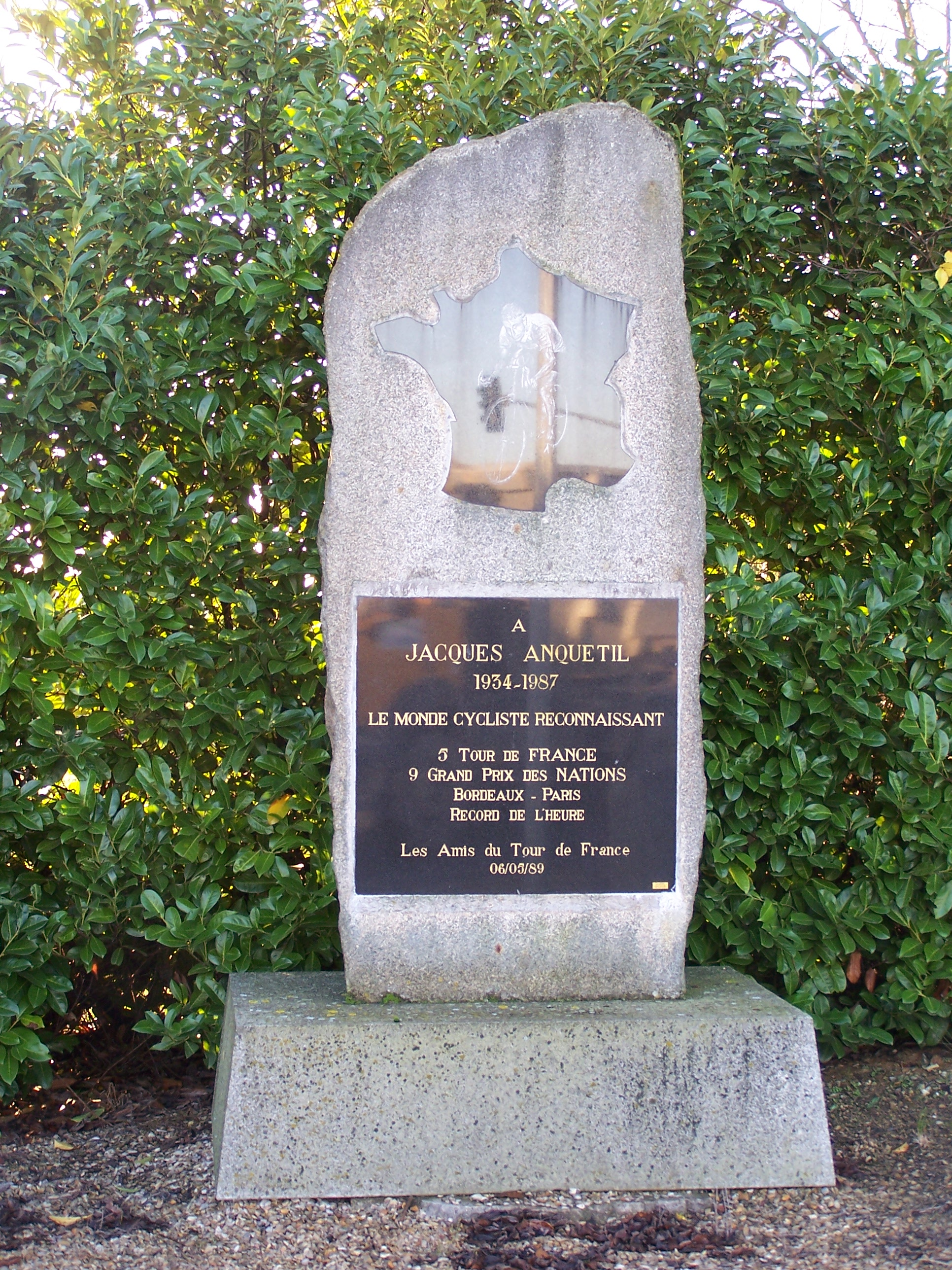
Monument en honor de Jacques Anquetil

Jacques Anquetil (Mont-Saint-Aignan, 8 de gener de 1934 - Rouen, 18 de novembre de 1987) fou un ciclista francès. Professional entre el 1953 i el 1969, és considerat un dels millors ciclistes professionals de la història, tal com demostra el seu extens palmarès.
Anomenat "Maître Jacques" (mestre Jacques) fou el primer en guanyar cinc Tours de França -xifra encara no superada i només igualada per tres altres ciclistes (Eddy Merckx, Bernard Hinault i Miguel Indurain)- i en guanyar les tres grans voltes, ja que també aconseguí la victòria en dos Giros d'Itàlia i una Vuelta a Espanya. A més, encara ostenta el rècord absolut de pòdiums en les tres grans (13). Considerat un dels millors contrarellotgistes de tots els temps -també va rebre el sobrenom de Monsieur Chrono-, el 1956 va batre el rècord de l'hora que Fausto Coppi ostentava des de feia 14 anys i va vèncer en nou ocasions el Gran Premi de les Nacions -una prova contrarellotge individual. Completà el seu gran palmarès amb cinc triomfs a la París - Niça, el doblet Dauphiné libéré - Bordeus-París (1965) -on va prendre la sortida de la segona prova tot just vuit hores després d'haver-se imposat a la primera- i una Volta a Catalunya, entre molts d'altres. La seva carrera va estar marcada pels grans duels que va mantenir amb el també francès Raymond Poulidor -qui restà sempre a la seva ombra- especialment després de la mítica ascensió al puy de Dôme durant el Tour de França de 1964, on aconseguiria la seva cinquena i última victòria a la prova francesa.
Perfeccionista, perseverant i pragmàtic, Jacques Anquetil va aconseguir la majoria dels seus triomfs en curses per etapes gràcies a la seva superioritat en la contrarellotge. Va sorprendre trencant les normes alimentàries que regien la vida dels esportistes de la seva època. Condemnat en l'inici de la lluita contra el dopatge, Jacques Anquetil, qui patia problemes crònics de salut, admeté diverses vegades haver-se dopat durant la seva carrera, circumstància que obrí especulacions que relacionen aquesta pràctica amb el càncer d'estómac que li causà la mort el 18 de novembre de 1987 a La Neuville-Chant-d'Oisel, quan tenia 53 anys.

## Biografia

### Joventut
Jacques Anquetil nasqué el 8 de gener de 1934 a Mont-Saint-Aignan (als afores de Rouen), a la Normandia francesa. en Normandie. El seu pare, Ernest Anquetil, era un paleta i la seva mare, Marie, que havia estat donada a l'Assistència pública als dos anys, havia après treballs domèstics i era treballadora domèstica. Poc més tard, neix el segon fill de la parella (Philippe) i la família s'instal·la a una casa típica normanda de dos pisos a Bois-Guillaume, "una d'aquestes cases amb bigues exposades que els turistes creuen que són boniques; però que resulta incòmode a qui hi viu." Amb l'esclat de la Segona Guerra Mundial i l'ocupació alemanya de França, Ernest Anquetil refusà de col·laborar amb els alemanys en la construcció del "Mur de l'Atlàntic", motiu pel qual no va poder seguir treballant de paleta i va seguir el camí de bona part de la seva família en el negoci de la maduixa, motiu pel qual es van mudar a Quincampoix.
Jacques Anquetil va tenir la seva primera bicicleta (una Alcyon) als quatre anys. Cada dia recorria el quilòmetre i mig que separava casa seva de l'escola del poble. Després de superar l'educació primària, s'inscriu al col·legi tècnic Marcel-Sembat de Sotteville-lès-Rouen per aprendre a tornejar el metall. Hi coneix Maurice Dieulois, qui amb qui estableix amistat ràpidament i amb qui comparteix la passió per l'esport. En aquell moment, Jacques Anquetil era un bon corredor de competicions de cross i Maurice Dieulois era ciclista a l'AC Sottevillais. Dieulois incita el seu amic a apuntar-se al seu club "Vaig proposar una sortida amb bicicleta a Jacques. N'havia rebut una per la seva comunió que només li servia com a mitjà de locomoció." Anquetil digué "Estava impressoinat per la manera com les noies es veien atretes per Dieulois perquè havia esdevingut un coureur cycliste ... per tant, vaig abandonar la meva primera opció -l'atletisme- i vaig unir-me al seu club". Tenia 17 anys quan, el 2 de desembre de 1950, va aconseguir la seva primera llicència per a competir i ja no va deixar mai més el club i la seva tomba mostra un tribut permanent dels seus companys. El club, no només tenia Anquetil, sinó també Claude LeBer, qui esdevindria el campió de persecució el 1955, Jean Jourden, campió mundial amateur el 1961, i Francis Bazire, subcampió del campionat mundial amateur de 1963.
Anquetil va aconseguir el títol d'enginyer tècnic i va trobar una feina a una fàbrica de Sotteville, on rebia 50 francs antics diaris. A causa de desavinences amb el seu cap -volia tenir el dijous lliure per a entrenar-, va abandonar la seva ocupació tot just 26 dies després d'haver començat.
El 8 d'abril 1951 participa a la seva primera cursa, el Grand Prix de Gai-Sport, on s'imposa el seu amic i company d'equip Maurice Dieulois. Menys d'un mes més tard, Jacques Anquetil aconsegueix la seva primera victòria, vencent el prix Maurice Latour, a Rouen (3 mai de 1951). Seguidament aconseguirà altres triomfs, com el Grand Prix de l'UC Darnétalaise (10 de juny) o el Grand Prix de Pont de l'Arche una setmana més tard. Jacques Anquetil té en el punt de mira el mallot dels joves de la Paris Normandie, que recompensa el millor debutant de la regió. La final de la competició és una contrarellotge de 85,5 quilòmetres a Pont-Audemer on participen els catorze millors classificats després de les curses en línia. Anquetil serà el darrer en sortir, just després de Maurice Dieulois, ja que ocupen les dues primeres posicions de la general. Ràpidament, Jacques Anquetil és a punt d'atrapar i doblar el seu amic, qui havia sortit quatre minuts abans seu. Després de la cura declara "Potser en aquell moment li vaig arruinar totes les esperances. No vull semblar més sentimental del que sóc; però ho dic perquè és cert, he frenat durant uns deu quilòmetres per no avançar-lo massa ràpidament. Finalment, a mesura que passava el temps, l'he hagut de doblar. Ho he fet com una fletxa, sense cap mirada, per no allargar el moment." Jacques Anquetil va rebre el mallot de jover se 1951, alhora que guanyava el títol de campió de Normandie de clubs amb els seus companys Maurice Dieulois, Le Ber, Levasseur i Quinet.
Un any després, ja guanyà el campionat de França amateur. El 1953 guanyà el seu primer Gran Premi de les Nacions (d'un total de 9). El 1957 va participar per primer cop al Tour de França i va guanyar la cursa. Després de tres anys moderats quant a triomfs, el 1961 guanyà el seu segon Tour, repetint els tres següents anys, fins al 1964.

## El dopatge i Anquetil
Al llarg de tota la seva carrera, Jacques Anquetil va condemnar la lluita contra el dopatge. Per això, considerava que la llei antidopatge aprovada a França l'1 de juny de 1965 era una "idiotesa". Lamentava que, segons ell, els controls antidopatge minaven la dignitat de l'esportista. Per això, va liderar una vaga durant el Tour de França de 1966 -el primer on es van passar controls antidopatge- en solidaritat amb el seu gran rival, Raymond Poulidor, a causa del control sorpresa que aquest va haver de passar.
L'escriptor Paul Fournel, autor d'una biografia sobre el ciclista, confirma que el dopatge fou una pràctica habitual durant la seva carrera: “Anquetil es dopava. Ho va dir i ho va tornar a dir. Fins i tot va dir que les seves natges semblaven un colador a causa de les constant injeccions d'amfetamines. Sempre es va mostrar clarament contrari als controls antidopatge perquè considerava que els esforços que havien de fer ho justificaven i afirmant que els ciclistes eren homes professionals i responsables. No hi ha cap indici que la seva mort es degui al dopatge; però és obvi que hi pot haver dubtes legítims sobre aquesta qüestió." Paul Fournel també afirma que el dopatge fou una forma de vida de la qual Jacques Anquetil mai no podria desprendre’s al llarg de la seva vida.
El mateix Jacques Anquetil havia admès haver recorregut al dopatge en diverses ocasions. Així ho indicava en una entrevista a la revista Miroir du cyclisme, publicada l'octubre de 1967: "Prefereixo fer-me una injecció de cafeïna que beure tres tasses de cafè, que em fan mal al fetge..." Així mateix, en altres ocasions havia sigut més explícit: "Em dopo perquè tothom es dopa [...]. Molt sovint, m'he posat injeccions."

## Palmarès
- 1953
  - 1r al G.P. de les Nacions
  - 1r al G.P. de Lugano
  - 1r a la Rouen-Lisieux-Rouen
- 1954
  - 1r al G.P. de les Nacions
  - 1r al G.P. de Lugano
  - Vencedor d'una etapa a la París-Niça
- 1955
  - 1r al G.P. de les Nacions
  - 1r al G.P. Martini de Ginebra
  - 1r al Bol d'Or des Monédières
- 1956
  - 1r al G.P. de les Nacions
  - 1r al G.P. Martini de Ginebra
  - 1r al G.P. de Château-Chinon
  - Rècord del Món de l'hora (46,159 km)
- 1957
  -  1r al Tour de França i vencedor de 4 etapes
  - 1r al G.P. de les Nacions
  - 1r a la París-Niça
  - 1r al G.P. Martini de Ginebra
  - 1r als Sis dies de París (amb André Darrigade i Ferdinando Terruzzi)
- 1958
  - 1r al G.P. de les Nacions
  - 1r al G.P. de Lugano
  - 1r al G.P. Martini de Ginebra
  - 1r a la Gold Wheel
  - 1r als Sis dies de París (amb André Darrigade i Ferdinando Terruzzi)
- 1959
  - 1r als Quatre dies de Dunkerque
  - 1r al G.P. de Lugano
  - 1r al G.P. Martini de Ginebra
  - 1r al Critèrium d'Asos
  - Vencedor de 2 etapes al Giro d'Itàlia
- 1960
  -  1r al Giro d'Itàlia i vencedor de 2 etapes
  - 1r al G.P. de Forlí
  - 1r al G.P. de Lugano
  - 1r al Critèrium d'Asos
- 1961
  - Campió del Super Prestige Pernod International
  -  1r al Tour de França i vencedor de 2 etapes
  - 1r al Critèrium nacional
  - 1r al G.P. de les Nacions
  - 1r al G.P. de Forlí
  - 1r al G.P. de Lugano
  - 1r a la París-Niça
  - Vencedor d'una etapa del Giro d'Itàlia
- 1962
  -  1r al Tour de França i vencedor de 2 etapes
  - 1r al Trofeu Baracchi (amb Rudi Altig)
  - 1r al Bol d'Or des Monédières
  - 1r al Circuit de l'Aulne
- 1963
  - Campió del Super Prestige Pernod International
  -  1r al Tour de França i vencedor de 4 etapes
  -  1r a la Volta a Espanya i vencedor d'una etapa
  - 1r a la París-Niça
  - 1r al Critèrium del Dauphiné Libéré
  - 1r al Critèrium nacional
  - 1r al Critèrium d'Asos
  - 1r al Circuit d'Alvèrnia
- 1964
  -  1r al Tour de França i vencedor de 4 etapes
  -  1r al Giro d'Itàlia i vencedor d'una etapa
  - 1r a la Gant-Wevelgem
- 1965
  - Campió del Super Prestige Pernod International
  - 1r a la París-Niça
  - 1r al Critèrium del Dauphiné Libéré
  - 1r al Bordeus-París
  - 1r al Critèrium nacional
  - 1r al G.P. de les Nacions
  - 1r al G.P. de Lugano
  - 1r al G.P. de Forlí
  - 1r al Trofeu Baracchi (amb Jean Stablinski)
  - 1r al Critèrium d'Asos
- 1966
  - Campió del Super Prestige Pernod International
  - 1r a la París-Niça
  - 1r a la Lieja-Bastogne-Lieja
  - 1r al Giro de Sardenya
  - 1r al G.P. de les Nacions
  - Vencedor d'una etapa a la Volta a Catalunya
- 1967
  -  1r a la Volta a Catalunya i vencedor d'una etapa
  - 1r al Critèrium nacional
- 1968
  - 1r al Trofeu Baracchi (amb Felice Gimondi)
  - 1r al Circuit de l'Aulne
  - 1r al G.P. du Petit-Varois
- 1969
  - 1r a la Volta al País Basc

### Resultats al Tour de França
- 1957. 1r de la classificació general. Vencedor de 4 etapes
- 1958. Abandona (23a etapa)
- 1959. 3r de la classificació general
- 1961. 1r de la classificació general. Vencedor de 2 etapes
- 1962. 1r de la classificació general. Vencedor de 2 etapes
- 1963. 1r de la classificació general. Vencedor de 4 etapes
- 1964. 1r de la classificació general. Vencedor de 4 etapes
- 1966. Abandona (19a etapa)

### Resultats al Giro d'Itàlia
- 1959. 2n de la classificació general. Vencedor de 2 etapes
- 1960. 1r de la classificació general. Vencedor de 2 etapes
- 1961. 2n de la classificació general. Vencedor d'una etapa
- 1964. 1r de la classificació general. Vencedor d'una etapa
- 1966. 3r de la classificació general
- 1967. 3r de la classificació general

### Resultats a la Volta a Espanya
- 1962. Abandona (17a etapa)
- 1963. 1r de la classificació general. Vencedor d'una etapa